# Eduard Kučera

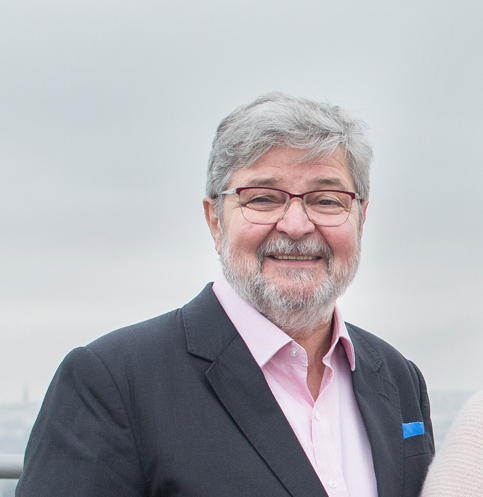
Eduard Kučera (2017)

Eduard Kučera (* 11. Januar 1953) ist ein tschechischer Software-Ingenieur, Unternehmer und Mitgründer von Avast.

## Werdegang
Kučera studierte an der Karls-Universität und hält einen Doktorgrad in Naturwissenschaften in Experimentalphysik. Nach dem Studium arbeitete er als Spezialist für Computerhardware.
Nach dem Ende des kommunistischen Regimes im Jahr 1989 gründete er zusammen mit seinem Freund Pavel Baudiš die Softwarefirma Alwil. In den frühen 1990er Jahren wurde das Unternehmen in Avast Software umbenannt, basierend auf seinem bekanntesten Produkt, Avast Antivirus. Von 2006 bis 2014 war er CEO des Unternehmens, seither ist er noch Mitglied im Vorstand.
Im Jahr 2009 wurde Kučera von Ernst & Young zum „Entrepreneur des Jahres 2009“ in Tschechien ernannt.

## Vermögen
Im Jahr 2020 schätzte Forbes Kučeras Vermögen auf 29 Milliarden Tschechischen Kronen, womit er im Ranking der reichsten Personen Tschechiens den achten Platz belegt.